# Scheloribates sikkimensis
Scheloribates sikkimensis är en kvalsterart som beskrevs av Dhali och Bhaduri 1981. Scheloribates sikkimensis ingår i släktet Scheloribates och familjen Scheloribatidae. Inga underarter finns listade i Catalogue of Life.